# کومدانسان (سئونگنام/گوانگجو)
کومدانسان (انگلیسی: Geomdansan) کوهی است که بین شهرهای سئونگنام و گوانگجو در استان گیونگی-دو، کره جنوبی واقع شده‌است. ارتفاع این کوه ۵۳۴٫۷ متر است (۱٬۷۵۴ فوت).